# Río Nuevo Guadalquivir

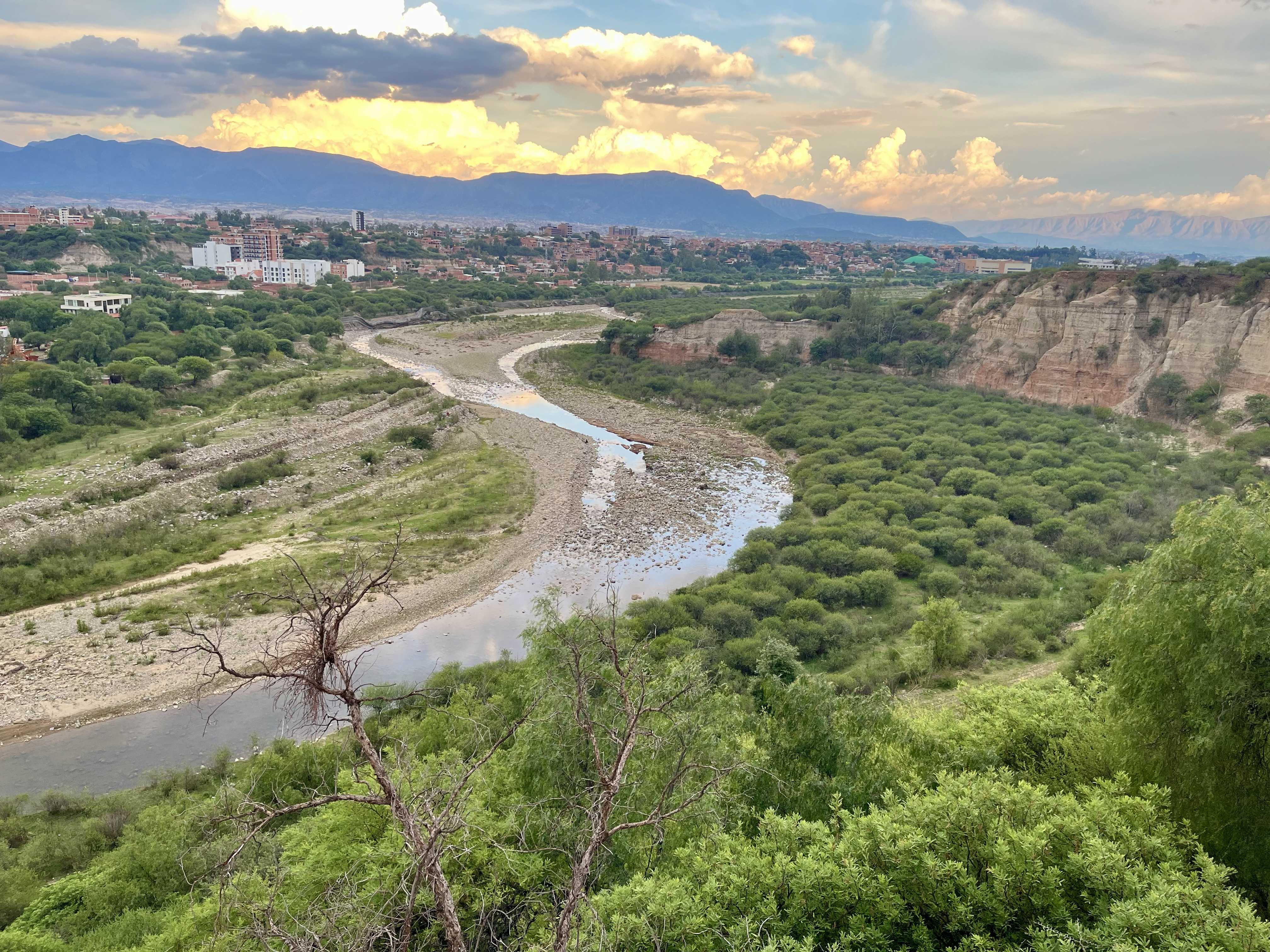
Río Guadalquivir, visto desde la zona de Aranjuez, en la ciudad de Tarija.

El río Nuevo Guadalquivir es un río del sur de Bolivia que atraviesa la ciudad de Tarija, capital del departamento homónimo. Este río debe su nombre a que guardaba algunas similitudes con el río Guadalquivir, de Andalucía, España.
Tras su paso por la ciudad de Tarija, sufre serios problemas de contaminación debido en gran parte a los residuos que se arrojan a este río o a las quebradas que le son afluentes.
El río Guadalquivir es solo un tramo fluvial medio de un río que se forma por la aportación de una serie de ríos, todos ellos sobre territorio boliviano, llamados Chamata, Vermillo, Trancas y otros que nacen a unos 50 km al noroeste de la ciudad de Tarija, en la falda oriental de la serranía de Sama, a 3400 m de altitud. Tras su confluencia y el paso por la comunidad de Tomatas Grande  toma el nombre de río Guadalquivir. Conserva ese nombre hasta la confluencia con el río Camacho, 36 km al sureste de Tarija, en un enclave llamado «La Angostura», donde el río pasa a denominarse río Tarija.
El Guadalquivir recibe por la margen izquierda el aporte de los ríos Carachi Mayu, Sella  y Yesera - Santa Ana, y sus afluentes por la derecha son los ríos Calama, Erquis, Santa Victoria, Tolomosa  y Camacho.
Tras pasar La Angostura, el río Tarija continúa muy encajonado y con dirección muy variada, predominando la NO - SE y la N - S hasta su confluencia con el río Itaú. A partir de la confluencia con el río Itaú, su recorrido es NNE - SSO y cambia otra vez de nombre, pasando a llamarse río Grande de Tarija. Este sector de río es fronterizo entre Bolivia y Argentina. El Río Grande de Tarija acaba confluyendo con el río Bermejo. Todo el conjunto hidrológico descrito se denomina  Subcuenca Tarija-Bermejo. El río Bermejo, tras la captación de las aguas del río Grande de Tarija y de otros, acaba desembocando en el río Paraguay, este en el Paraná y este en el Río de la Plata, que drena hacia el océano Atlántico las aguas de casi la cuarta parte de la superficie de Sudamérica.

## Ecología
Desde fines del siglo XX y desde su pasaje por la ciudad de San Bernardo de Tarija el río Nuevo Guadalquivir está sufriendo una intensa contaminación principalmente derivada de cloacas (muchas de ellas irregulares)  y residuos varios.